# Ruthenischer Löwe

Ruthenischer Löwe

Der Ruthenische Löwe (ukrainisch руський лев ruskyj lew), ein goldener Löwe auf azurblauem Hintergrund ist das Wappen des Ruthenischen Königreichs, der Woiwodschaft Ruthenien und der Westukrainischen Volksrepublik.
Die frühesten Bilder erscheinen auf den Siegeln der ruthenischen Herrscher aus dem 14. Jh. Beginnend mit der Revolution im österreichischen Reich im Jahre 1848 wurde es eines der politischen Symbole der Ruthenen (Ukrainer) und der ukrainischen nationalen Befreiungsbewegung. In den letzten Tagen wurde es als das Wappen westukrainischer Länder in Lemberg, hauptsächlich Galizien, angesehen. Es zeigte die Embleme der ukrainischen Militärformationen des 20. Jahrhunderts – die ukrainischen Sitsch-Schützen (1914–1918) und die Division der SS Galizien (1943–1945). Seit 2009 ist er einer der Schildhalter des Großen Wappen der Ukraine. Die Farben des Wappens sind die Farben der Flagge der Ukraine – Gelb (Gold) und Blau. 

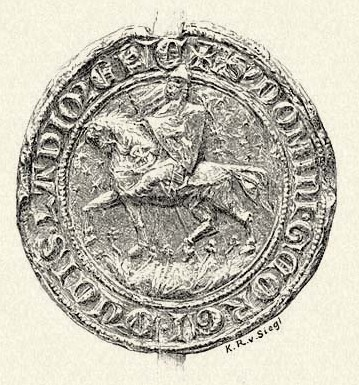
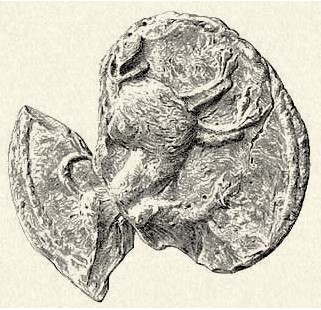
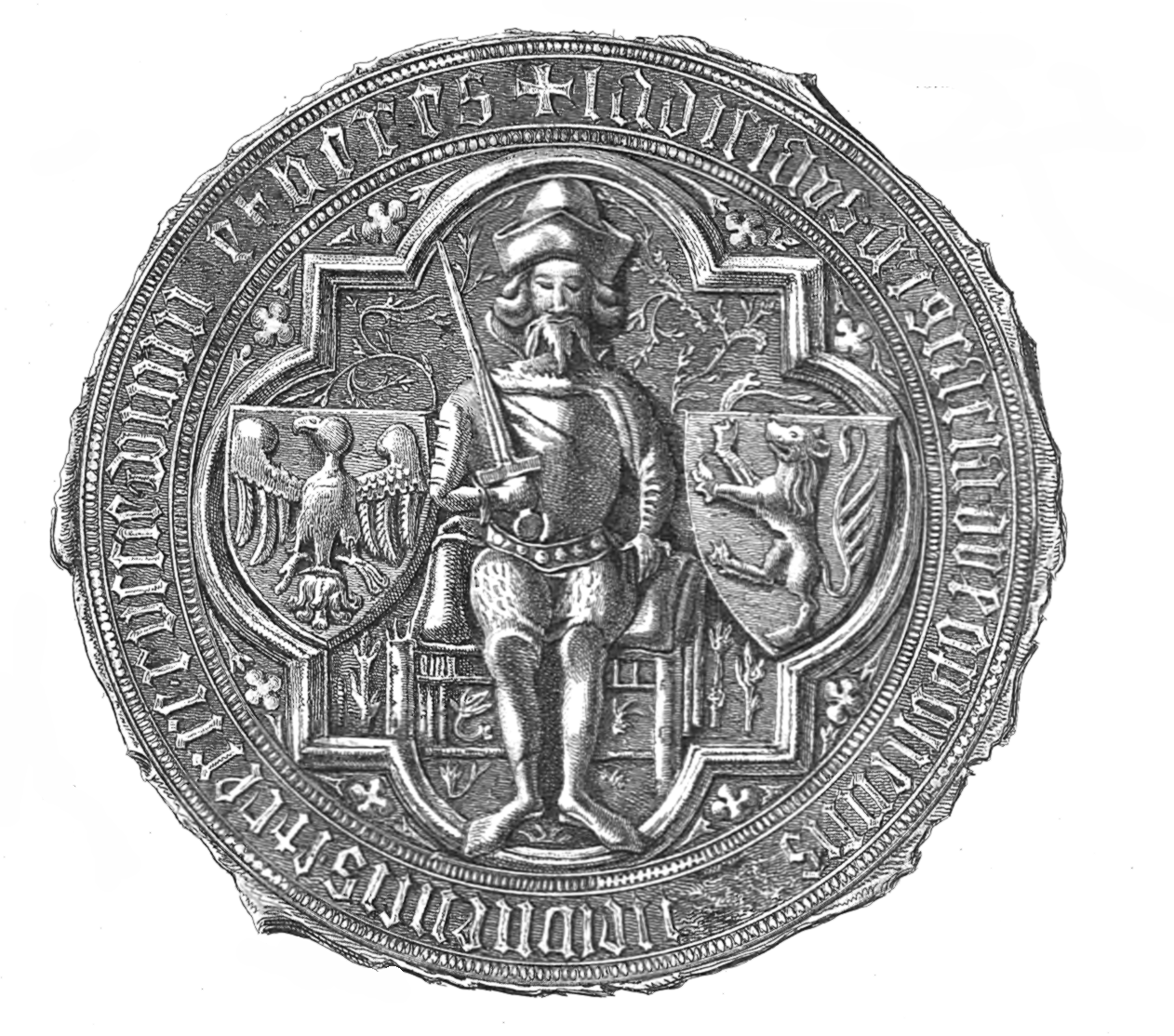
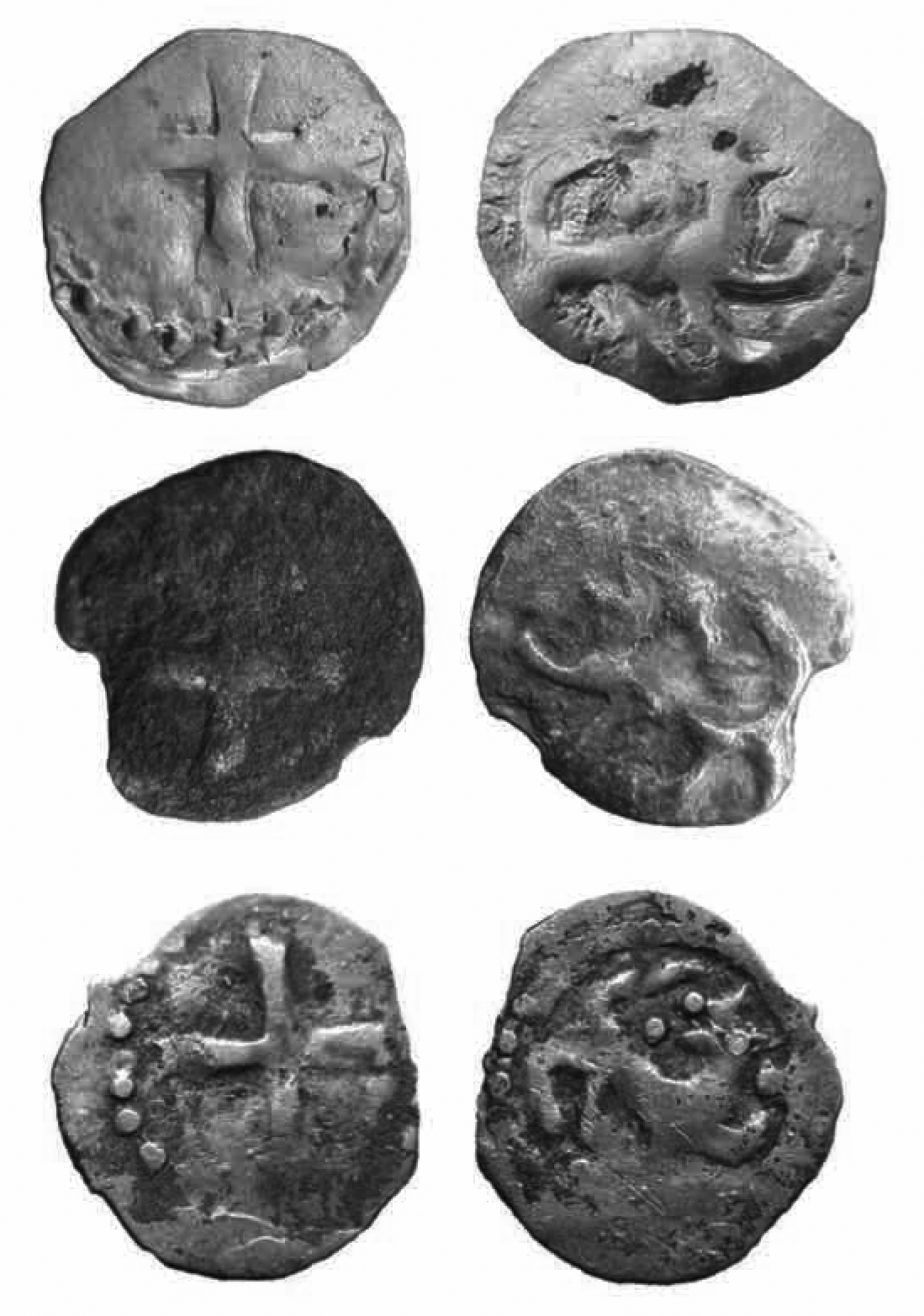
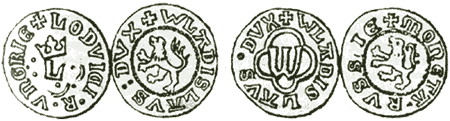
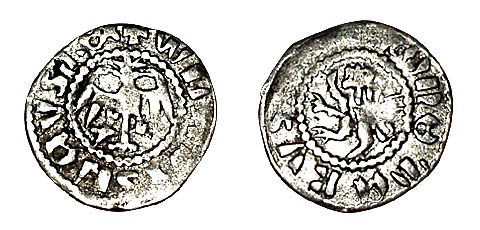
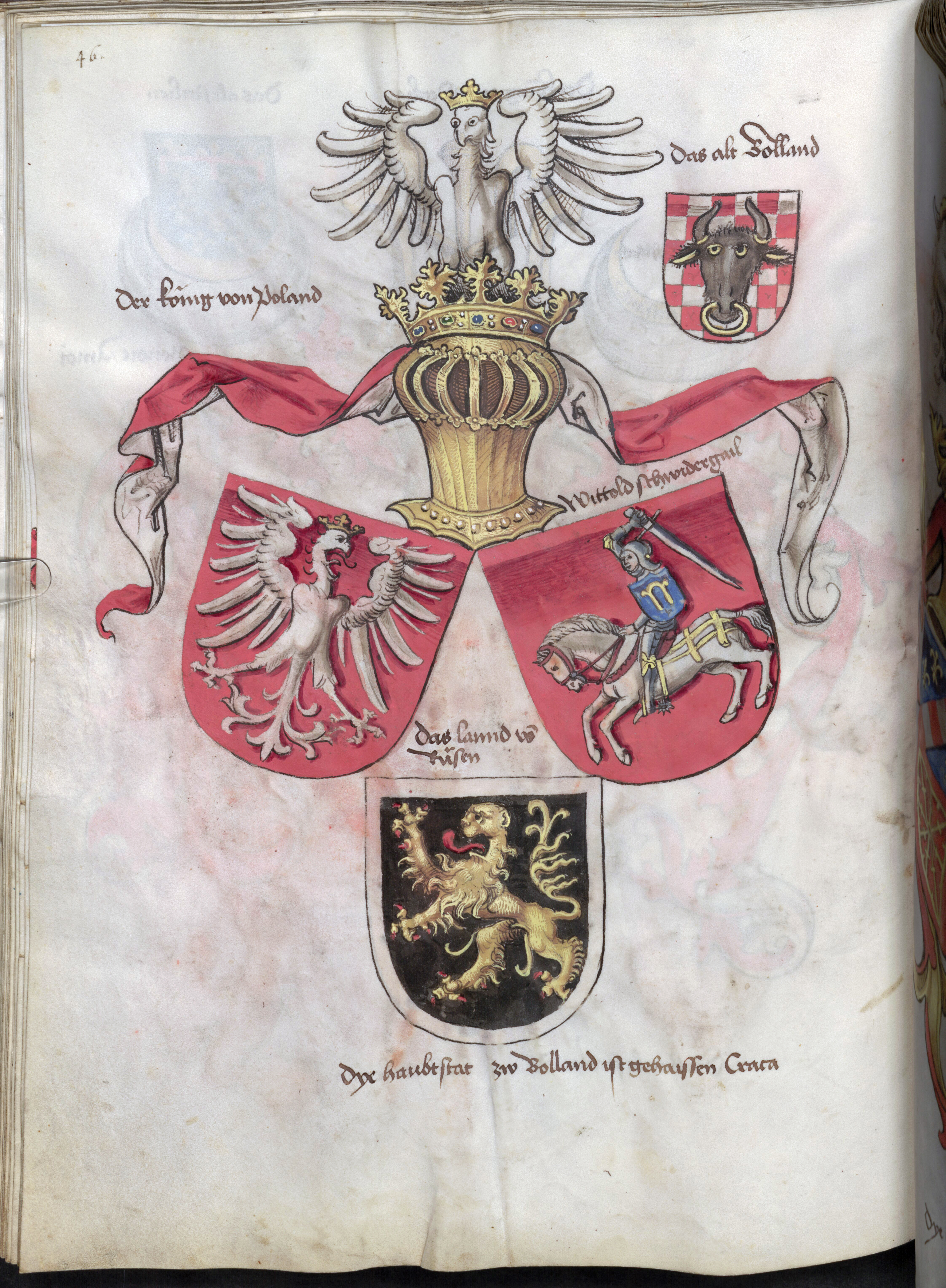
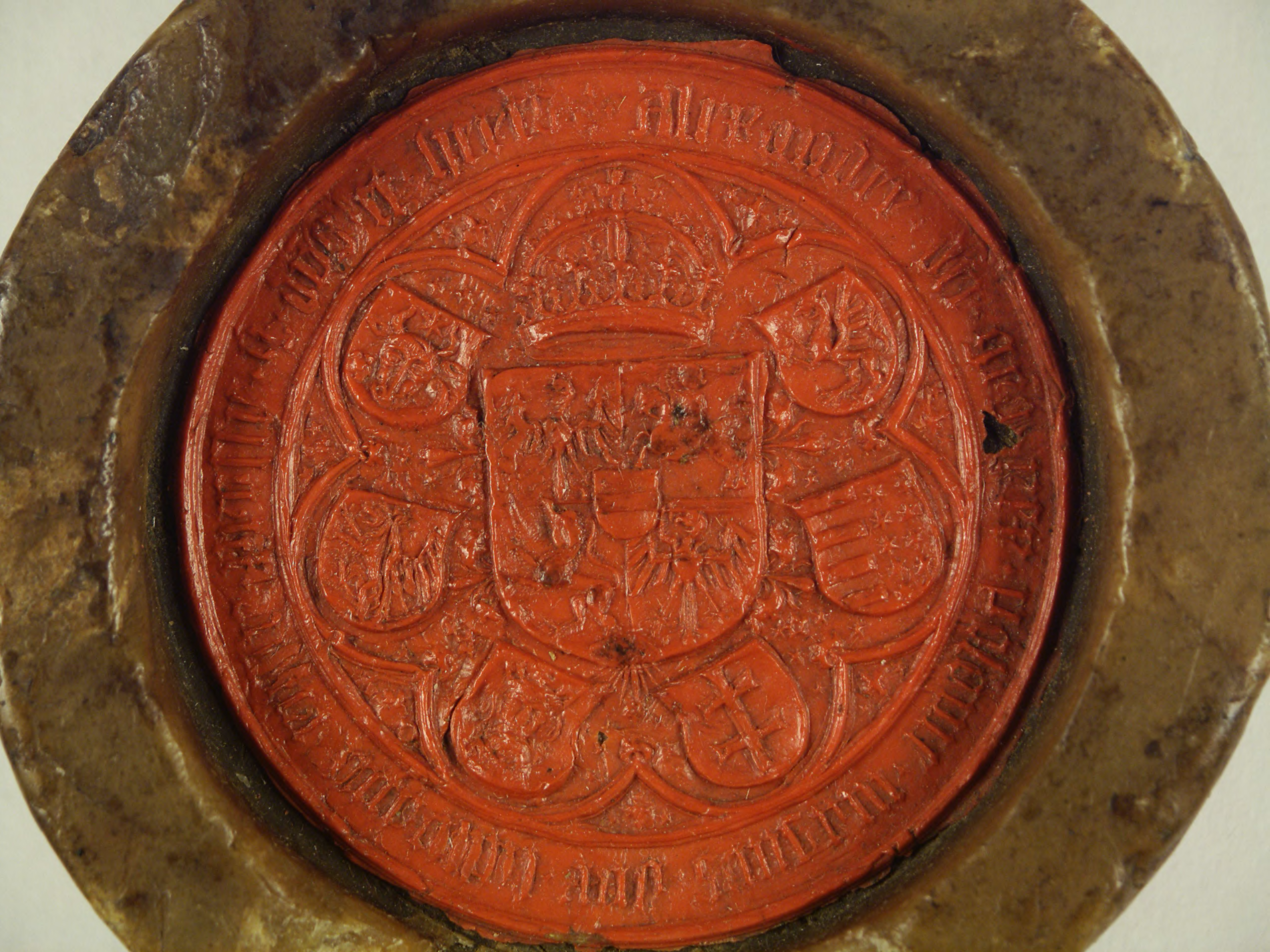
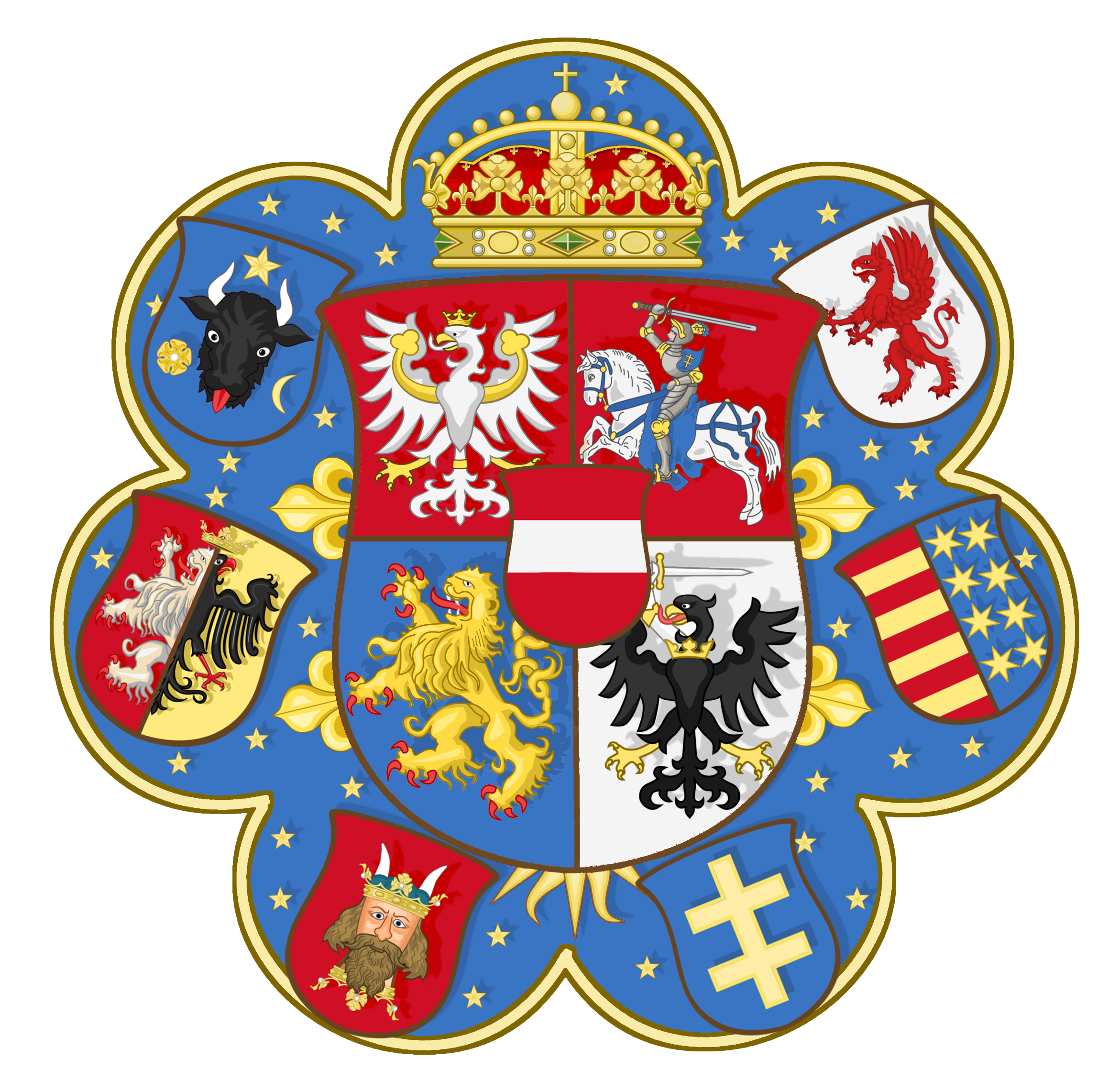